# Ildegonda (opera)
Ildegonda è un'opera in due atti musicata dal compositore spagnolo Emilio Arrieta su libretto di Temistocle Solera tratta dalla novella in versi Ildegonda di Tommaso Grossi.

## Storia
L'Ildegonda è stata la prima opera composta dal musicista spagnolo Emilio Arrieta (1821–1894) nel periodo in cui era ancora studente presso il Reale conservatorio di musica di Milano. L'autore si era stabilito nella città lombarda nel 1839 e nel locale conservatorio fu allievo di Nicola Vaccaj. L'Ildegonda fu per Arrieta un saggio accademico e la messa in scena di un'opera gli fu concessa per meriti scolastici. L'Ildegonda fu rappresentata nel 1845 al Teatro del Conservatorio di Milano con l'orchestra e i cantanti del Conservatorio. Il libretto di Temistocle Solera era stato già messo in musica dallo stesso Solera e rappresentato nell'ambito della stagione di Carnevale e Quaresima del teatro alla Scala, nel 1840; il libretto sarà utilizzato ancora nel 1866 dal compositore messicano Melesio Morales (1839—1908).
L'Ildegonda di Arrieta fu rappresentata in Spagna al Teatro Real di Madrid nel 1854. Fu ripresa in seguito più volte, fra cui nel 2004 in forma di concerto nello stesso Teatro Real madrileno diretta da Jesús López Cobos con il baritono Carlos Álvarez nella parte di Rolando Gualderano e il soprano Ana María Sánchez nella parte di Ildegonda.